# 1908년 미국 대통령 선거
1908년 미국 대통령 선거는 1908년 미국에서 치러진 대통령 선거로, 공화당의 윌리엄 하워드 태프트 후보가 당선되었다.

## 후보선출

### 공화당
| 윌리엄 하워드 태프트 | 702 | 대통령 후보 |     |  |
| 필랜더 녹스          | 68  |             |     |  |
| 찰스 휴              | 67  |             |     |  |
| 조지프 캐넌          | 58  |             |     |  |
| 찰스 페어뱅크스      | 40  |             |     |  |
| 로버트 러폴릿        | 57  |             |     |  |
| 시어도어 루즈벨트    | 3   |             |     |  |
| 총투표수             | 960 | 960         | 960 |  |

1908년 6월, 공화당 전당대회는 시어도어 루즈벨트 대통령의 지원을 받는 윌리엄 하워드 태프트 국방장관이 70%에 육박하는 압도적인 지지로 대통령 후보로 선출되었다

### 민주당
| 윌리엄 제닝스 브라이언 | 888.5 | 대통령 후보 |     |  |
| 조지 그레이            | 59.5  |             |     |  |
| 존 앨버트 존슨         | 46    |             |     |  |
| 총투표수               | 994   | 994         | 994 |  |

1908년 7월, 민주당 전당대회는 1896년 미국 대통령 선거와 1900년 미국 대통령 선거에 후보로 나갔던 윌리엄 브라이언이 90%에 육박하는 득표로 대통령 후보로 선출된다

### 독립당
독립당은 토머스 히스건을 대통령 후보로 선출한다

### 사회당
사회당은 유진 뎁스 총재를 대통령 후보로 선출한다

## 선거 과정
브라이언 측은 공화당 정부를 '특권 정부'라고 공격했으나, 태프트 측은 개혁적인 공약과 루즈벨트 대통령의 진보적 정책을 받아들임으로써 중도파를 끌어들이는 데 성공했다. 결과적으로 공화당은 기업들의 지지를 유지했지만, 민주당은 노동계의 지지를 유지하는데 실패하였고, 브라이언은 3번의 대선 중 최저득표를 하게 된다.

## 선거 결과
| 대통령 후보            | 정당       | 근거지     | 득표수    | 지지율 | 선거인단 득표 |
| ---------------------- | ---------- | ---------- | --------- | ------ | ------------- |
| 윌리엄 하워드 태프트   | 공화당     | 오하이오   | 7,678,335 | 51.57% | 321           |
| 윌리엄 제닝스 브라이언 | 민주당     | 네브래스카 | 6,408,979 | 43.04% | 162           |
| 유진 뎁스              | 사회당     | 인디애나   | 420,852   | 2.83%  | 0             |
| 유진 샤핀              | 금지당     | 일리노이   | 254,087   | 1.71%  | 0             |
| 토머스 히스건          | 독립당     | 매사추세츠 | 82,574    | 0.55%  | 0             |
| 토머스 E. 왓슨         | 인민당     | 조지아     | 28,862    | 0.19%  | 0             |
| 어거스트 길하우스      | 사회노동당 | 뉴욕       | 14,031    | 0.09%  | 0             |
| 계                     | 계         | 14,889,239 | 100.00 %  | 483    |               |

| 부통령 후보        | 정당       | 근거지   | 선거인단 득표 |
| ------------------ | ---------- | -------- | ------------- |
| 제임스 셔맨        | 공화당     | 뉴욕     | 321           |
| 존 컨              | 민주당     | 인디애나 | 162           |
| 벤저민 핸포드      | 사회당     | 뉴욕     | 0             |
| 에이런 왓킨스      | 금지당     | 오하이오 | 0             |
| 존 템플 그레이브스 | 독립당     | 조지아   | 0             |
| 새뮤얼 윌리엄스    | 인민당     | 인디애나 | 0             |
| 도널드 L. 먼로     | 사회노동당 | 버지니아 | 0             |
| 계                 | 계         | 계       | 483           |

## 같이 보기
- 미국의 대통령
- 1908년 미국 하원의원 선거
- 1908년 미국 상원의원 선거